# Riama unicolor
Riama unicolor — вид ящірок родини гімнофтальмових (Gymnophthalmidae). Ендемік Еквадору.

## Поширення і екологія
Riama unicolor мешкають в Андах на півночі Еквадору тв у міжандійських долинах. Вони живуть на відкритих луках та в чагарниках, на висоті від 1112 до 3594 м над рівнем моря.

## Збереження
МСОП класифікує цей вид як вразливий. Riama unicolor загрожує знищення природного середовища.